# 阿爾托 (印地安納州)
阿爾托（英語：Alto）是位於美國印地安納州霍華德縣的一個非建制地區。該地的面積和人口皆未知。